# Nádasfő
Nádasfő (szlovákul Rohožník, korábban Rárbok, németül Rohrbach) község Szlovákiában, a Pozsonyi kerületben, a Malackai járásban.

## Fekvése
Malackától 10 km-re keletre.

## Története
A régészeti leletek tanúsága szerint már az újkőkorban is éltek emberek ezen a vidéken. Az i. e. 4. században a kelták szállták meg a falu területét, akik már fejlett kézművességgel rendelkeztek. A római korban markomannok és kvádok éltek itt, majd szláv törzsek érkeztek. A 9. században a Nagymorva Birodalomhoz tartozott, egészen a magyarok érkezéséig.
A 11. században a Hontpázmány nemzetség birtokolta, a tatárjárás során valószínűleg elpusztult, de újratelepítették. 1296-ban a detrekői váruradalom része volt. Plébániáját a 14. században alapították. Ekkor építették Szent Damján tiszteletére szentelt templomát is. 1394-ben az uradalmat Luxemburgi Zsigmond a lengyel származású Stíbornak adta. A község első írásos említése 1397-ben történik. A család kihalása után 1543-ig újra a Hont-Pázmány nemzetségé, a Szentgyörgyi és Bazini grófoké lett. Ezután a birtok a királyra szállt vissza. I. Ferdinánd a birtokot gazdag nemesi családoknak adta zálogba, így birtokosai a Serédy, Salm, Fugger és Balassa családok voltak. A reformáció terjedésével és a protestáns birtokos Fugger család nyomására, 1561-ben itt is megszűnt a katolikus plébánia, annak hívei ezután Széleskúthoz tartoztak. A plébániát csak 1787-ben a pálosok alapították újra. A 18. század első felében megalapították a község első üzemét, a papírgyárat, ezen kívül 1720-ban a községben malom és kiterjedt borászat is működött. Az 1767-es urbárium szerint a faluban 70 jobbágycsalád, 22 zsellércsalád és 8 ház nélküli zsellércsalád élt. A 19. század elején szeszfőzde és növényolajüzem működött a községben. 1828-ban 156 háza és 1140 lakosa volt. 1866-ban porosz katonaság vonult át a községen, annak egy részét felégetve. 1869-ben 1411 lakos élt a településen.
Vályi András szerint "ROHRBACH. Elegyes tót falu Pozsony Várm., földes Ura Gr. Pálfy Uraság, számos Nemesek is lakják; lakosai többnyire katolikusok, fekszik Stomfához mintegy harmadfél mértföldnyire, határja közép termékenységű, vagyonnyai külömbfélék, és meglehetősek."
Fényes Elek szerint "Rohrbach, tót falu, Poson vmegyében, a Bur erdejében, ut. p. Malaczkához keletre 2 órányira: 1154 kath. lak. és 32 zsidóval. Kath. parochia és templom. Van olajgyára melly kender és lenmagból dolgozik, három vizimalma, igen szép erdeje, mellyben nagy vadak, mint őzek, szarvasok, dámvadak is találtatnak. F. u. hg Pálffy, több inscriptionalis curiákkal."
A trianoni békeszerződésig Pozsony vármegye Malackai járásához tartozott.

## Népessége
| Év:            | 1994. | 2004.   | 2014.   | 2024.   |
| -------------- | ----- | ------- | ------- | ------- |
| Emberek száma: | 3321  | 3480    | 3466    | 3523    |
| Eltérés:       |       | +4,78 % | -0,40 % | +1,64 % |

| Év:            | 2023. | 2024.   |
| -------------- | ----- | ------- |
| Emberek száma: | 3551  | 3523    |
| Eltérés:       |       | -0,78 % |

1910-ben 1344, túlnyomóan szlovák lakosa volt.
2011-ben 3441 lakosából 3326 szlovák.

## Híres lakosai
- 1584-ben itt hunyt el Bornemisza Péter evangélikus püspök, író, nyomdász
- Itt szolgált Dezider Anton Dubay (1902-1993) szlovák nyelvész, bibliográfus.

## Nevezetességei
- A Nagyboldogasszony tiszteletére szentelt római katolikus temploma 1857 és 1860 között épült.
- Régi templomából csak az 1561-ben már meglévő harangtorony maradt meg, amely 4. századi őrtorony alapjaira épült.
- Szent Rozália-kápolna.

## Gazdasága
- Cementgyárának 1971-ben történő alapkőletételét követően 1975-ben kezdték el a cement és a mész gyártását.